# Bộ Vũ (羽)
Bộ Vũ, bộ thứ 124 có nghĩa là "lông vũ" là 1 trong 29 bộ có 6 nét trong số 214 bộ thủ Khang Hy.
Trong Từ điển Khang Hy có 220 chữ (trong số hơn 40.000) được tìm thấy chứa bộ này.

## Tự hình Bộ Vũ (羽)

Giáp cốt văn
Kim văn
Đại triện
Tiểu triện

## Chữ thuộc Bộ Vũ (羽)
| Số nét bổ sung | Chữ                                 |
| -------------- | ----------------------------------- |
| 0              | 羽                                  |
| 3              | 羾 羿                               |
| 4              | 翀 翁 翂 翃 翄 翅 翆                |
| 5              | 翇 翈 翉 翊 翋 翌 翍 翎 翏 翐 翑 習 |
| 6              | 翓 翔 翕 翖 翗 翘 翙 翚             |
| 7              | 翛 翜 翝                            |
| 8              | 翞 翟 翠 翡 翢 翣 翤                |
| 9              | 翥 翦 翧 翨 翩 翪 翫 翬 翭          |
| 10             | 翮 翯 翰 翱                         |
| 11             | 翲 翳 翴 翵 翶 翼                   |
| 12             | 翷 翸 翹 翺 翻                      |
| 13             | 翽 翾                               |
| 14             | 翿 耀                               |